# Бруцит
Бруцит је минерал магнезијум хидроксида, са молекулском формулом Mg(OH)2, што значи да припада групи хидрата.

## Својства
Јавља се у облику маса, у виду мање-више широких табличастих кристала или у виду влакна. Углавном је беле или зелене боје, али може бити плав, роз или чак без боје. Има стакласт или седефаст сјај, а огреб му је бео. Раствара се у хлороводоничној киселини, али не испушта мехуриће. Његова тврдоћа по Мосовој скали је 2,5.

## Значај
Употребљава се за добијање магнезијума и његових соли, као и за проиводњу ватросталних материјала.

## Лежишта
Лежишта са најбољим примерцима овог минерала се налазе у САД-у.